# Eucanthus subtropicus
Eucanthus subtropicus là một loài bọ cánh cứng trong họ Geotrupidae. Loài này được Howden miêu tả khoa học năm 1955.